# Recarga artificial de acuíferos

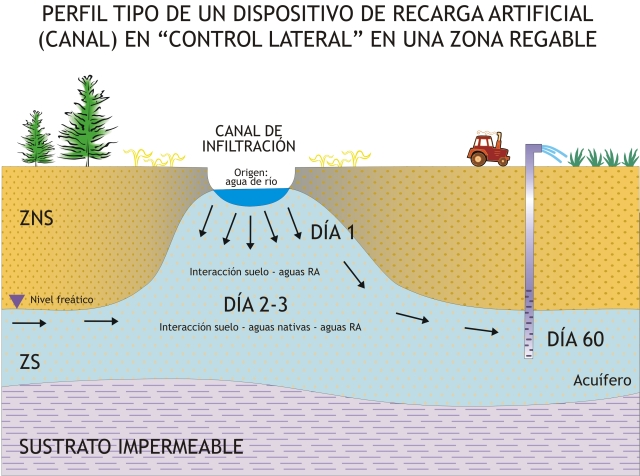
AR en un canal.

La recarga artificial de acuíferos (abreviatura: RAA), también llamada gestión de la recarga de acuíferos  (abreviatura: GRA) o Managed Aquifer Recharge (abreviatura: MAR), es un método de gestión hídrica que permite introducir agua en los acuíferos subterráneos (en general, agua de buena calidad y pretratada, aunque históricamente hubo algunas experiencias de recarga con aguas residuales). Una vez almacenada en estos, puede ser extraída para distintos usos (abastecimiento, riego, frenar la intrusión marina, reducir la contaminación, regenerar ecosistemas, etcétera).
El agua puede proceder de ríos, depuradoras, escorrentía urbana, desaladoras o humedales entre otros orígenes, y se introduce en el acuífero mediante diversos dispositivos tales como zanjas, balsas o pozas (técnica más frecuente en el mundo), canales (segundo dispositivo más empleado), pozos, sondeos de inyección, etc. La actividad se lleva a cabo, generalmente, en invierno o en la época lluviosa cuando hay excedentes hídricos (sistema intermitente, ocasional o de oportunidad); aunque hay dispositivos permanentes o 24-7 si la disponibilidad de agua es continua (depuradoras). Esta agua se almacena en el acuífero en cantidad superior a la natural, y sigue su circuito subterráneo, depurándose in itinere durante un periodo de tiempo variable. Más tarde es extraída y empleada para diferentes usos como abastecimiento y regadío, generalmente con una calidad mejorada y adecuada.
Esta técnica es considerada una Driving Force o actividad capacitada para provocar un impacto ambiental (positivo o negativo) sobre la cantidad y la calidad de las masas de agua.

“Aumento de la alimentación natural de agua subterránea a los acuíferos o embalses de agua subterránea suministrando agua a través de pozos, inundando o cambiando las condiciones naturales”
Definición dada por la UNESCO

## Pros y contras de la técnica MAR
Las técnicas MAR son consideradas una alternativa de gestión hídrica de primer orden en varios lugares del mundo, mientras que otros se considera una técnica “especial” que suscita un cierto escepticismo a pesar de su gran potencial. A modo de ejemplo cabe destacar que se han inventariado más de doscientos dispositivos y experiencias distribuidos en 18 países europeos. Por citar algunos ejemplos destacables, en 2004 las ciudades de Düsseldorf y Budapest dependían en un 100% de aguas de MAR, Berlín en un 75% (en Fernández, 2005), etc.
Entre las ventajas de la técnica cabe destacar:
- Almacenar agua en los acuíferos, especialmente en zonas de escasa disponibilidad de terreno en superficie o sin posibilidad de otras formas de embalsamiento.
- Eliminación de patógenos, sustancias químicas, etc. del agua durante el proceso de infiltración a través del suelo y su posterior residencia en el acuífero, suavizando diferencias cualitativas y reduciendo riesgos medioambientales, incluidos aquellos relacionados con la ecotoxicología y la salud.
- Utilización del acuífero como embalse regulador, almacén y red de distribución dentro de un sistema integrado, permitiendo suavizar fluctuaciones en la demanda y reducir el descenso del nivel del agua por sobre-bombeo.
- Reducir las pérdidas por evaporación respecto al agua embalsada en reservorios superficiales y compensar la pérdida de recarga natural en ciertos acuíferos en régimen afectado debido a diversas actividades antrópicas.
- Introducir sistemas de gestión hídrica paliativa mediante la recarga artificial (=gestionada) en cabeceras de cuenca y zonas forestales.
- Integración de actividades lesivas en el marco del desarrollo sostenible, tales como el tendido de barreras hidráulicas para evitar o combatir la intrusión marina, la prevención de problemas geotécnicos, la reutilización de aguas regeneradas urbanas (reutilización o reúso), la regeneración hídrica de humedales, recuperación de manantiales y otros elementos clave, etc.
- Mejora económica de zonas deprimidas, asentamiento de la población en áreas rurales, creación de empleo, aumento de la capacidad agrícola productiva, etc.
- Intervención para aminorar la desertización, paliar efectos adversos del cambio climático mediante una técnica que lo combate frontalmente, erosión de suelos, etc.
- Disponer de recursos hídricos estratégicos almacenados en un entorno seguro para situaciones de escasez de agua o sequía.
- Derivar volúmenes excedentarios durante inundaciones y avenidas para su almacenamiento temporal como medida de seguridad y de gestión de eventos climáticos extremos.
- Etc.

Entre los inconvenientes cabe destacar:
- Grado de conocimiento incipiente de su potencial.
- Visión principalmente hidráulica de la política de gestión hídrica en España (y en otros países), que consideran a la recarga gestionada (=artificial) una “técnica especial” o “alternativa”.
- Escasez y falta de continuidad en las experiencias, que van cobrando importancia creciente, p.e. las del MAPAMA en Segovia, si bien no hay bagaje histórico y una tradición que demuestre su idoneidad, y la técnica se perfila como una operación de cierto riesgo para los inversores, siendo considerada en algunos planes hidrológicos de cuenca poco amigables con esta técnica una presión e incluso un vertido.
- Escasa dedicación en las publicaciones de gestión hídrica del país, como los Libros Blancos de las aguas, hasta la fecha, si bien su grado de difusión es creciente.
- Es preciso realizar varios estudios y proyectos para minimizar los riesgos e impactos ambientales previamente a la construcción de dispositivos.
- Es preciso un control durante el diseño y construcción, así como planificar y llevar a cabo un programa de vigilancia y control ambiental.
- Existe el peligro de colmatar los acuíferos en las proximidades de los puntos de recarga si el agua utilizada en la recarga no es previamente tratada adecuadamente, por ejemplo mediante una decantación previa.
- Algunas experiencias han sido financiadas con proyectos de I+D, generalmente pilotos de pequeña escala, que son abandonados cuando termina el proyecto y su presupuesto, lo que daña seriamente la efectividad de la técnica por efecto de una falta de previsión de los inversores.

## Acuíferos susceptibles de ser recargados
Los condicionantes a tener en cuenta en una zona de recarga artificial tipo, según la finalidad específica de la recarga, son las siguientes:
- Acuíferos sobre-explotados que deben ser realimentados:[1]
  - Zona con intensa explotación agrícola o zona que suscite un determinado interés medioambiental.
  - Acuíferos con intensa extracción para usos potables
  - Zonas con un incremento de extracción previsto para el futuro, ya sea programado o espontáneo (por ejemplo: crecimiento demográfico en una ciudad o pueblo cuyo sistema de abastecimiento de agua potable esté alimentado desde acuíferos; ampliación de la frontera agrícola en predios abastecidos con aguas subterráneas; etc.)

- Acuíferos que muestran una progresiva degradación de la calidad del agua
  - Zonas con elevadas concentraciones de nitratos.
  - Zonas con valores medioambientales deteriorados o en peligro de desaparición.
  - Zonas con problemas de intrusión salina continental o marina (acuíferos costeros)

- Acuíferos en zonas donde la disponibilidad de aguas superficiales muestra una margada variación estacional
  - Disponibilidad de agua superficial excedentaria durante algunos meses del año.
  - Zonas donde se puede combinar la recarga artificial de acuíferos con el manejo de excedentes (control de avenidas, etc.).

## Calidad del agua para la recarga
Si bien todavía no hay normas consolidadas sobre este tema en España, salvo para recarga con aguas regeneradas (RD 1620/2007), existen algunas recomendaciones orientativas que se muestran a seguir.
| Parámetro                                                                  | Valor límite          | Comentarios                                                                                               |
| TSS                                                                        | < 10 ppm              | Los sólidos en suspensión pueden colmatar los acuíferos en proximidades del punto de recarga.             |
| TSD                                                                        | < 150 ppm             | - |
| COT                                                                        | < 10 mg/l             | - |
| COD                                                                        | < 2 mg/l              | - |
| OD                                                                         | < 8 mg/l              | Oxígeno disuelto                                                                                          |
| CO2                                                                        | < 0.5 mg/l            | - |
| pH                                                                         | < 7,5-8               | - |
| Conductividad                                                              | < 200 μS/cm           | - |
| Temperatura del agua de recarga con relación a la temperatura del suelo    | Tª agua ≈ Tª suelo    | La temperatura del agua utilizada en la recarga debe ser aproximadamente igual a la temperatura del suelo |
| Temperatura del agua de recarga con relación a la temperatura del acuífero | Tª agua > Tª acuífero | - |
| Alcalinidad                                                                | <200 mg/l             | Expresada como CO3Ca                                                                                      |
| NO3                                                                        | < 10 mg/l             | - |
| Sobresaturación del SiO2                                                   | -                     | Debe ser evitada                                                                                          |
| Sobresaturación del Ca Mg (CO3)2                                           | -                     | Debe ser evitada                                                                                          |
| H2S                                                                        | -                     | Debe ser evitado                                                                                          |
| Bacterias y virus pendiente establecer límite                              | -                     | Límites aún no determinados                                                                               |
| MFI                                                                        | < 3-5 s/l2            | |

## Técnicas usuales para RAA
La recarga de acuíferos tiene varias funciones, entre las que se destaca, además del almacenamiento de agua, limitar la intrusión de agua salada, la recuperción de humedales degradados, contención de la erosión y el frenado de la desertificación de suelos.
Las técnicas para la RAA son variadas y pueden concebirse múltiples dispositivos para tal fin (actualmente hay inventariados 25 dispositivos y técnicas diferentes a nivel internacional, en DINA-MAR, 2010 y MARSOL, 2016). Los principales se describen someramente a continuación.

### Dispositivos de dispersión
Para poder utilizar este tipo de dispositivos deben verificarse algunas condiciones, válidas para todos ellos;
Deben encontrarse afloramientos permeables en superficie ya que en estos dispositivos la recarga artificial se realiza mediante infiltración directa a través del terreno. El agua se infiltra por gravedad a través de la zona no saturada del suelo hasta llegar al acuífero.
Se requiere de extensas áreas relativamente planas.
Entre los dispositivos de este tipo pueden mencionarse:
- Balsas, lagunas o pozas de infiltración. Las lagunas o balsas pueden establecerse aprovechando depresiones naturales o en espacios excavados para tal fin. Este procedimiento requiere áreas relativamente amplias.

Como inconveniente debe mencionarse las pérdidas que pudieran darse a causa de la evaporación, factor que debe ser considerado en su dimensionamiento, después del volumen que es posible infiltrar en su ubicación.
La estructura básica de una balsa de infiltración depende en gran medida de las características de la zona, la calidad del agua de recarga y del rendimiento que se espere obtener del dispositivo.
- Canales y zanjas de infiltración. La principal diferencia entre canales y zanjas es que, mientras los primeros suelen construirse para distribuir el agua a través de las zonas más permeables o conducirla hasta los reservorios, las zanjas son estructuras de retención de aguas de escorrentía que, además de reducir significativamente la erosión de laderas, aumentan la infiltración natural.

Para poder construir las zanjas es necesario que exista una capa superficial de material blando que permita su conformación. Para el caso de canales, estos pueden discurrir incluso sobre la roca.
Las zanjas son estructuras con una morfología lineal excavadas en el terreno. Pueden ubicarse siguiendo las curvas de nivel lo cual además de aumentar la infiltración también reduce los procesos de erosión.
Uno de los principales inconvenientes que presentan estos dispositivos es la reducción de la capacidad de infiltración debido a los fenómenos de colmatación que tienen lugar en fondo de las balsas y canales.
- Campos de infiltración. (Inundación y difusión controlada) Este tipo de RAA es una antigua forma de gestión de los recursos hídricos muy utilizado en zonas áridas y semiáridas. Una de las regiones donde más se práctica es en Pakistán, aunque también es muy utilizado en Asia, Israel, Yemen, el Cuerno de África y África del Norte. Es particularmente apropiada su aplicación en las áreas próximas a los cursos de agua no permanentes, donde las aguas son derivadas durante los cortos períodos en que hay flujo de agua en el cauce. Los campos, rodeados por diques de unos 2 m de altura, se llenan, y algunas veces, una vez llenos, sirven de pasaje para el (o los) campo(s) siguiente(s). Cuando están llenos los campos se cierra la entrada/salida y se espera a que el agua se infiltre, para después arar la tierra y plantar. Obviamente una gran parte del agua encerrada en el campo llegara al acuífero.

- Técnicas de tratamiento suelo/acuífero. (Técnicas SAT) Las técnicas SAT más habituales están encaminadas a extraer o minimizar ciertos contaminantes de las aguas residuales, especialmente compuestos orgánicos y nitrogenados, reducir la colmatación física, biológica y química, la eliminación de los sólidos en suspensión y microorganismos, así como a la reducción de fosfatos, metales y aire disuelto en el agua mediante actuaciones previas.

El agua tratada tras su paso por el suelo y acuífero puede ser utilizada para riego, usos municipales, recreativos, etc. Sin embargo, su uso para consumo humano queda restringido por el contenido en carbono orgánico.
- Recarga por retornos de riego. Históricamente el exceso de agua de riego en los canales y campos de cultivo ha causado números problemas como la inundación y la salinización de los suelos. Sin embargo, si el exceso de riego está controlado y gestionado correctamente, puede convertirse en una técnica de recarga artificial de los acuíferos subyacentes.

Dentro de los diferentes tipos de riego que suelen utilizarse, los de superficie son los más indicados para ser empleados en la recarga artificial de acuíferos, tanto los canteros como los surcos.

### Dispositivos de modificación del cauce
- Diques de retención/represas. Si bien las grandes represas, destinadas a regularizar los caudales de un curso de agua se construyen en sitios donde la infiltración es reducida, y la infiltración es considerada una "pérdida' de agua, se construyen también represas más pequeñas con el fin de que el agua permanezca más tiempo en el cauce y laminar avenidas, incrementando así la infiltración, que irá a alimentar el acuífero subyacente.

- Diques subsuperficiales / subterráneos. En casos donde hay un importante flujo subterráneo de un curso de agua, río, wadi, o arroyo, construir diques subterráneos ayuda a aumentar la infiltración profunda si el inconveniente de las pérdidas por infiltración.

- Diques permeables y presas de arena. Los diques permeables son estructuras que se instalan transversalmente a la dirección de flujo del cauce, reteniendo parte del caudal y aumentando significativamente la infiltración natural. Los diques están construidos con materiales permeables como gravas y bloques para permitir el paso del agua a través de él. En varios países del mundo son conocidos como Check-dams, tales como India, Túnez, etc.

- Diques perforados. Este tipo de dispositivo es semejante, en su efecto, al dispositivo anterior; los diques perforados están formados por una presa construida con materiales impermeables, la cual contiene en su base un orificio a modo de aliviadero y/o una o varias tuberías para permitir la salida del agua aguas abajo, siguiendo el cauce del río, a una velocidad menor, favoreciendo así la infiltración en el acuífero subyacente.

- Serpenteos. Otro tipo de dispositivos de RAA que modifican el lecho del cauce son los serpenteos. Estos incrementan la longitud del cauce, propiciando un incremento de la infiltración. Como variante pueden utilizarse antiguos meandros naturales, cuidando de que estos siempre dispongan de agua.

- Escarificación del lecho del río. El agua que circula por el río contiene partículas en suspensión las cuales se depositan el lecho del río y producen la colmatación del lecho reduciendo significativamente la infiltración y de esta forma la llegada de una fracción del agua gestionada al acuífero. La escarificación del lecho consiste en un arado del fondo del río para remover y permitir que la corriente arrastre los finos que forman parte de la capa más colmatada, aumentando de esta forma la infiltración natural y recargando al acuífero infrayacente.

### Pozos
Este tipo de instalaciones suelen emplearse en terrenos donde el uso de sistemas superficiales es inadecuado, ya sea por disponer de poco espacio o por tratarse de acuíferos poco transmisivos o con alternancia de niveles permeables e impermeables.
Algunas de las técnicas de recarga en profundidad son: sondeos de inyección, drenes y galerías, ASR (Aquifer Storage & Recovery), ASTR (Aquifer Storage, Transfer & Recovery) o inyección en simas y dolinas.
Es particularmente importante en este tipo de dispositivos ser estrictos en lo que se refiere a la calidad del agua que se aplica a la RAA, ya que esta entra directamente al acuífero sin contar con proceso de pretratamiento alguno, lo que significa atravesar capas de suelo no saturado y usar al acuífero como elemento depurador, que puede ver sobrepasada su capacidad natural si las acciones no son planificadas de manera adecuada.
- Viaje de agua (galerías subterráneas). El sistema, llamado viajes de agua fue inventado en Irán hace miles de años. Debido a su sencillez y eficacia fue adoptado en muchas otras regiones del Oriente Medio y en todo el Mediterráneo. Este sistema también fue utilizado en la costa desértica del Perú por culturas precolombinas, como la Nazca, por ejemplo. Si bien los viajes de agua se usaron principalmente para extraer agua de los acuíferos, también pueden ser utilizados para recargarlos. Este sistema se ha extendido a los cinco continentes.

- Pozos abiertos y pozos profundos de infiltración. Este tipo de dispositivo de recarga artificial se utiliza cuando la presencia de capas superficiales de baja permeabilidad no permite la utilización de las técnicas de recarga superficiales mediante dispersión, o bien no se dispone de suficientes áreas libres. La profundidad y diámetro de los pozos utilizables es muy variada. En particular, pueden utilizarse pozos que han quedado en desuso a causa del agotamiento de los acuíferos. De ahí el eslogan empleado por el proyecto MARSOL "no abandones un pozo, reutilizalo" (MARSOL, 2016).

- Sondeos, ASR y ASTR.

A diferencia de los pozos abiertos o pozos profundos, en los sondeos, ASR y ASTR, el agua se inyecta en el acuífero mediante bombas u otro dispositivo con consumo de electricidad, mientras que en los pozos esta se infiltra hasta las capas más permeables por gravedad (salvo excepciones de pozos activos). En el caso de los sondeos, el agua inyectada en el acuífero fluye siguiendo el gradiente hidráulico de la zona, hasta ser recuperada aumentando el volumen de lagunas, ríos, manantiales, etc.
En los ASR “Aquifer Storage Recovery” o “Almacenamiento en acuífero con recuperación”, el agua se inyecta y se recupera mediante un solo sondeo. En cambio, en los ASTR “Aquifer Storage Transfer and Recovery“ o “Almacenamiento en acuífero, transferencia y recuperación”, el agua inyectada se recupera a través de otro sondeo distinto que puede estar situado incluso a varios kilómetros del primero.
- Dolinas, sumideros. Las dolinas y sumideros suelen estar conectadas en profundidad con un sistema kárstico que es realmente el que hará las funciones de almacén del agua de recarga. Es importante verificar la calidad del agua de recarga, para evitar posible reacciones químicas al interaccionar ésta con la matriz del acuífero y el aire disuelto para evitar condiciones hiperoxidantes. El agua de recarga se lleva desde la fuente, que puede ser un río, canal, laguna, etc. hasta la dolina o sumidero, a través de los cuales se introduce en el acuífero.

### Dispositivos de filtración
- Bancos filtrantes en lechos de ríos. Esta técnica engloba diversos tipos de actuaciones que aumentan la infiltración natural del lecho del cauce, como son:
  - la instalación de una batería de pozos de infiltración en el cauce o en la margen del mismo, por este medio se puede llegar a estratos más permeables en profundidad;
  - la ampliación y modificación de las márgenes de ríos. Una forma puede ser la construcción de áreas de expansión en el cauce mayor del río. Este dispositivo también tiene un efecto laminador de las avenidas;
  - la implantación de tuberías de drenaje en el cauce.

- Filtración interdunar. Esta técnica consiste básicamente en la inundación de campos de dunas para aumentar la recarga natural, mejorando tanto la calidad como la cantidad del agua en acuíferos costeros. Esta práctica tiene también un efecto de fijación de las dunas. También es aplicable en sistemas de dunas interiores o continentales (e.g. El Carracillo, Segovia, España).

Este tipo de dispositivos han sido muy utilizados en las costas de Holanda, donde utilizan agua de río como fuente de agua de recarga. Aportando también un efecto de contención de la intrusión de agua salada.
- Riego subterráneo. El riego subterráneo, a diferencia del riego subsuperficial, consiste en la aplicación de agua en zonas radiculares más profundas del suelo. La aplicación de este método pretende conseguir, tanto la creación de franjas húmedas a la profundidad deseada, como también la creación de niveles freáticos artificiales o la recarga directa en caso de disponer de excedentes para riego y dificultades para utilizar otros métodos.

### Dispositivos de captación de agua de lluvia
- Captación de agua de lluvia. Los sistemas de aprovechamiento de la escorrentía superficial consisten en la reconducción de ésta a través de canales que la transportan por gravedad hacia áreas habilitadas para su almacenamiento o infiltración. Estas técnicas quedan incluidas dentro del elenco de actuaciones conocidas como "siembra y cosecha de agua" ('water sowing and harvesting').

La recolección de agua de lluvia de los techos permite aprovechar el agua de lluvia para consumo directo o para la recarga del agua subterránea.

### Infraestructura urbana
Las ciudades están permeadas por redes de abastecimiento de agua potable y redes de alcantarillado sanitario, red de drenaje de aguas de lluvia, y, en algunas ciudades como por ejemplo Lima, disponen también de una red de riego.
- Recarga accidental, conducciones y alcantarillado. Pensar que las fugas de la red de abastecimiento de agua potable pueden ser útiles para recargar los acuíferos subyacentes no va propiamente en la dirección correcta, en efecto el agua potable es tratada, por lo menos con desinfección, o por lo menos eso se espera. El agua potable transportada por el sistema de distribución es un agua costosa para ser usada en la recarga artificial de acuíferos. Por lo tanto si hay fugas en la red, estas deben ser reparadas. Algunos autores denominan este tipo de recarga como "antiMAR" (MARSOL, 2016).

Las fugas de aguas residuales tienen un alto poder de contaminación, y por lo tanto debe evitarse por todos los medios que las aguas negras o grises lleguen a los acuíferos.
Tanto las pérdidas ocasionadas en los sistemas de alcantarillado de las grandes ciudades, como las pequeñas fugas de los sistemas de distribución de agua potable, deben ser monitoreadas y eliminadas.
Los sistemas de aguas crudas destinadas al riego de las áreas verdes en las zonas urbanas pueden contribuir significativamente a la recarga de las aguas subterráneas. En algunos casos puede hasta llegar a crear un aumento significativo de los niveles de las aguas subterráneas y llegar a producir inundaciones en las partes bajas de las ciudades.
- Sistemas urbanos de drenaje sostenible. Las superficies asfaltadas, aparcamientos, fachadas, tejados, etc., suponen una importante superficie impermeabilizada dentro del área urbana donde no existe infiltración natural o se reduce en gran medida. Estas aguas de escorrentía, provenientes del lavado de estas superficies impermeables, aportan gran cantidad de contaminantes a los ríos. El objetivo general de este tipo de sistemas es la recuperación del mayor volumen de agua de lluvia y la reducción de los sólidos en suspensión y demás contaminantes presentes.

## Siembra y cosecha de agua
La recarga artificial de acuíferos lleva haciéndose más de mil años en zonas de España y de Perú, aunque se la conoce con el nombre de "siembra y cosecha de agua". Consiste en la construcción de zanjas de infiltración, balsas (conocidas en Perú como 'qochas' o cochas), conservación y recuperación de praderas, forestación y reforestación. Cuando el terreno tiene una cubierta vegetal tupida, como una pradera o un bosque, el agua de lluvia la empapa, y después se infiltra lentamente por el terreno hasta llegar al acuífero. En cambio, si esa cubierta vegetal se pierde (por ejemplo por un incendio), el agua resbala sobre el terreno desnudo, lo erosiona y se va a los cauces, en muchos casos provocando inundaciones aguas abajo.
La siembra y cosecha de agua se considera una medida de adaptación al cambio climático (que en muchas zonas reduce la cantidad de lluvia)ː al recoger más, aumenta la disponibilidad.
Con un sistema de siembra y cosecha adecuado, aunque en una zona solo llueva en invierno y primavera, se consigue de los manantiales un caudal prácticamente constante todo el año.
Otros sistemas ancestrales son las acequias de careo (este significado de "careo" no está recogido por la RAE y no tiene nada que ver con el judicial) o el sistema de diques y boqueras levantinos.

## Experiencia Internacional

### España
En España, la mayoría de las experiencias de mayor escala fueron construidas con carácter experimental, con escasos dispositivos operativos de gran envergadura ubicados en Castilla y León y Cataluña. La cifra de agua recargada de manera artificial a los acuíferos oscila, según las fuentes, desde 50 hm³/año (IGME 2000) hasta 350 hm³/año (LBAE, MIMAM, 2000), 380 hm³/año (DINA-MAR, 2010), cifras que, aún en el mayor de los casos, representan un volumen del orden de 10 veces inferior al entorno de Europa Central. Estas cifras exceden los 60 hm³/año, al considerar los dispositivos ubicados en áreas forestales para la gestión hídrica paliativa (en general diques de laminación y recarga) y en zonas urbanas, si bien falta por incluir la infiltración que se lleva a cabo por el fondo de las grandes presas, que en España exceden en número las 1400. De este modo es posible estimar, de manera realista, un volumen de recarga "artificial", intencional o no, de hasta 800 hm³/año, cifra alejada del volumen publicado en el LBAE 2000.
De todos los puntos de vista y perspectivas posibles para fomentar la técnica MAR, prima el económico. Se ha realizado un análisis preliminar, al haber un volumen de información bastante escaso, que concluye en que el agua procedente de la gestión de la recarga de acuíferos (MAR) tiene unos costes ligeramente inferiores al coste medio del agua desalada e inferior a la mitad que el agua embalsada en presas y balsas. Esto se debe a que los dispositivos de recarga son mucho menos costosos que las grandes obras hidráulicas y ofrecen resultados especialmente positivos en aquellas zonas donde no es viable aplicar otras técnicas de gestión hídrica complementarias.
El indicador adoptado ha sido el ratio entre el coste de construcción y el volumen de agua almacenada para casos documentados. Algunos estudios posteriores han considerado costes de amortización, ratio coste/beneficio, vida media de las estructuras y otros cálculos a largo plazo (Fernández et al, 2014). Aun así se carece de información suficiente para cifrar el coste del agua de los dispositivos MAR dada la juventud y heterogeneidad de la mayor parte de las experiencias de MAR en España.
Se ha conseguido información relativa a ocho presas, todas ellas de Castilla y León y La Rioja. El ratio resultante medio es de 1,25 €/m³.
El coste del agua en los dispositivos de RAA (=MAR) varía entre límites más amplios, dependiendo de la naturaleza del dispositivo, edad, años en funcionamiento, etc. Se han analizado también todos los casos a los que se ha podido acceder a la información:
- Dispositivo superficial Cubeta de Santiuste de San Juan Bautista (Segovia). La relación media en sus quince años de funcionamiento: coste obra /agua infiltrada, desde el dispositivo al acuífero, asciende a 0,12 €/m³. En el último año se ha introducido de manera intencionada en el acuífero cerca de 5,0 hm³.

- El dispositivo superficial (canales) del Carracillo (Segovia), para el primer ciclo de operatividad (2003/04) y un volumen recargado de casi 5 hm³ tuvo un coste económico de 0,15 €/m³ (de acuerdo con los datos de MAPA, 2005 a y b).

- Los costes estimados en los dispositivos de AGBAR en Barcelona (Cornellá) ascienden a 0,08 €/m³, sin tener en cuenta los costes de amortización de las obras (Armenter, 2006).

Analizando los datos, podemos establecer unas primeras aproximaciones a la realidad económica de cada técnica (valores medios de las relaciones, situación de 2008):
- Balsas: 10,50 €/m³.
- Presas: 1,25 €/m³.
- Dispositivo AR superficiales: 0,21 €/m³.
- Dispositivo AR profundos: 0,10 €/m³.
- Desaladoras: 0,45 a 0,90 €/m³ (durante su amortización).

Estos datos, aunque carezcan del rigor de un análisis económico muy completo, permiten afirmar que los costes del agua procedente de operaciones MAR son algo inferiores al coste medio del agua desalada y menos de la mitad del embalsado en presas y balsas.
A tenor de estos resultados, se desprende que los costes del agua son asumibles y descendentes a medida que se avanza en el grado de conocimiento de la técnica MAR y se amortizan las inversiones, especialmente desde que se ha mejorado el diseño de los dispositivos de recarga profunda, en general sondeos de inyección, cuyo diseño ha sido mejorado progresivamente, con buenas experiencias en Barcelona, Madrid, Ciudad Real, Palma de Mallorca, etc.
A la ventaja económica cabe añadir la vinculada a la ocupación del terreno (casi nula), su alto valor paisajístico, su alto valor contingente frente a obras estructurales. Cabe destacar además su progresiva aceptación como técnica que permite combatir "frontalmente" algunos de los efectos que está causando el cambio climático en los recursos hídricos, en general en forma de eventos extremos o de períodos prolongados de escasez de agua y sequía.
Los dispositivos inventariados en España sobrepasan los 32, si bien no todos están operativos en la actualidad. Gran parte de ellos corresponden a experiencias llevadas a cabo por el IGME (en ITGE, 2000) que no han tenido continuidad.
En Cataluña predominan dispositivos de infiltración por pozos y sondeos en el aluvial de ríos, escarificación del lecho y sondeos de infiltración profunda. En el resto del arco mediterráneo e islas Baleares predominan los sistemas pasivos (no requieren electricidad) tales como pozos, galerías y balsas de infiltración, con abundantes diques de retención y boqueras en Levante.En Palma de Mallorca se han probado esquemas intermitentes (Crestatx) y recarga mediante sondeos profundos, sistema activo que requiere un consumo eléctrico.
En las zonas de meseta predominan los dispositivos de recarga artificial superficial promovidos por el MAPA por balsas de infiltración (conocidas como pozas de recarga en varios países de América del Sur), canales y zanjas (Segovia), además de una serie de instalaciones con pozos en el aluvial de ríos (Valladolid, La Rioja), etc.
En Madrid y Castilla-La Mancha las experiencias más notables se han realizado mediante sondeos profundos, pozos combinados con sondeos y zanjones.
En Andalucía Central hay sistemas de acequias de careo (sistema pionero de recarga artificial en España y seguramente en Europa, con crónicas escritas que datan al menos del siglo XII, DINA-MAR,2010), drenajes de minas y sondeos; mientras que en la Occidental predominan los pozos y balsas como dispositivos de infiltración inducida. Hay también experiencias avanzadas en la mina de cobre las Cruces en Sevilla mediante sistemas de inyección activa.
Conclusiones

La recarga artificial de acuíferos (MAR) es una técnica de gestión hídrica de gran potencial muy poco utilizada en España. Hay un gran escepticismo sobre su valor y una escasa difusión hasta la fecha. Así mismo sigue estando escasamente considerada por los gestores hídricos del país, aunque su grado de implantación es creciente y las experiencias con continuidad están arrojando resultados positivos.
Las circunstancias sociopolíticas, así como el marco legal que regula la actividad, son idóneas en el momento actual para incluir este tipo de dispositivos en los nuevos esquemas de gestión hídrica. Si bien las económicas no son las deseables a pesar de ser dispositivos de bajo coste y que el ratio coste/beneficio aumenta a medida que prospera el estado de la técnica.
El análisis económico y la dimensión medioambiental de la técnica RAA (o MAR) refrendan su efectividad, su conveniencia y su buena adecuación a la realidad hídrica española del siglo XXI. Esta técnica no debe ser entendida como una herramienta para controlar el medio, sino como un instrumento para actuar en las consecuencias de unas actividades mal planificadas en el pasado y/o planificar otras para el futuro más afines con el desarrollo sostenible.
A pesar de su apariencia, excesivamente ecológica, se trata de una medida estructural, quizás más “elegante” que la construcción de una presa o una balsa, si bien permite un margen de maniobra muy superior, al posibilitar la ocupación del terreno sobre el acuífero empleado para la recarga artificial, es más barata, real, segura y viable. Además, hay quien aboga por el mayor valor contingente de los elementos asociados con respecto a las grandes obras hidráulicas.
La técnica debe ser incorporada en esquemas topológicos de utilización conjunta complejos, ya que, por sí misma, difícilmente puede cubrir una fuerte garantía de suministro en períodos plurianuales.
En España hay grandes posibilidades de instalar nuevos dispositivos de recarga artificial de acuíferos (según cálculos provisionales, aproximadamente un 16% del territorio nacional es susceptible a operaciones de RAA, DINA-MAR, 2010). La cuenca más proclive es la del Duero, seguida de la Balear, y las que menos las del norte.
En cuanto a los aspectos cuantitativos, en la situación hídrica actual se considera posible y procedente “invertir” volúmenes procedentes de ríos para la regeneración de espacios de interés medioambiental, si bien está en tela de juicio si esta actividad podrá mantenerse en el tiempo en caso de mantenerse la sequía actual, agravada por problemas globales tales como la desertización, el cambio climático, la crisis económica, etc.
La técnica se ha convertido en una menara de encarar "frontalmente" los efectos adversos del cambio climático y permitir el almacenamiento de agua como recurso estratégico para afrontar situaciones de escasez de agua y de sequía, además de permitir derivar volúmenes para recarga de eventos climáticos extremos por exceso (inundaciones, avenidas).
El uso de recursos hídricos para fines medioambientales sin duda suscitará controvertidos debates en un futuro inmediato.

### Chile
En abril de 2021, la Universidad Mayor estableció el “Piloto de Recarga de Acuíferos Asociado a Sistemas de Agua Potable Rural” en cuatro comunas de la Región de la Araucanía, con el apoyo del Fondo de Innovación para la Competitividad (FIC) del Gobierno Regional. Tras diagnosticar la situación de escasez de agua con la participación de la población local, se les entregaron soluciones para apoyar a la naturaleza, como la recuperación de humedales y de vertientes, cuidar la vegetación en torno a cauces estratégicos para mantener mayores tazas de humedad, y la construcción de pozos secos, jardines de lluvia, y zanjas de infiltración, a lo que se agregó la donación a los territorios de una estación meteorológica móvil y medidores de humedad.
En 2022, dado el éxito del plan piloto, en el que se obtuvieron rendimientos de recuperación de agua de entre 100 hasta 500 metros cúbicos, se ha propuesto ampliar la experiencia a la Región Metropolitana de Santiago, que se encuentra en una situación crítica de desabastecimiento de agua, al punto de que el 11 de abril de 2022 el gobernador de la Región anunció un plan para racionar el agua potable en la capital del país.